# Lili Haydn

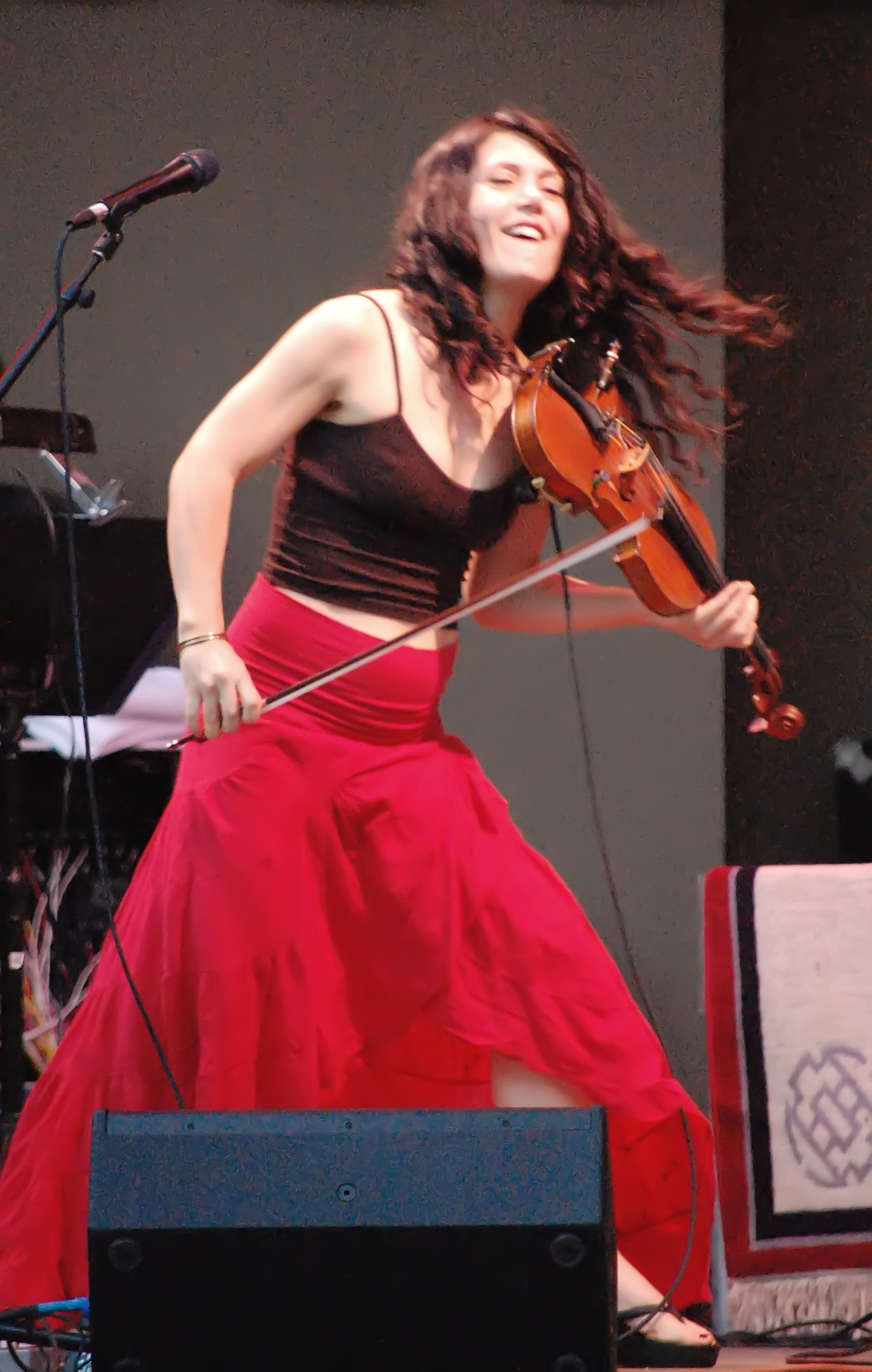
Lili Haydn (2009)

Lili Haydn (* 25. Dezember 1969 in Toronto) ist eine kanadische Musikerin und Komponistin und Schauspielerin.

## Leben
Haydn ist die Tochter der Schauspielerin Lotus Weinstock und des Videokünstlers David Jove. Sie war Kinderschauspielerin und übernahm nach ersten Auftritten in Werbespots ab 1977 in der Zeit zwischen 1979 und 1987 verschiedene Rollen in Film und Fernsehen, darunter eine Hauptrolle in der kurzlebigen Krimiserie Mrs. Columbo als Tochter der Titelfigur. Später wurden ihre Auftritte als Schauspielerin selten.
Mit acht Jahren entdeckte sie ihre Leidenschaft für die Violine und konzentrierte sich auf die klassische Musik. 1990 gab sie ihr musikalisches Bühnendebüt. Nachdem sie 1992 ihr Studium an der Brown University mit einem Bachelor in Politikwissenschaft abgeschlossen hatte, begann sie mit der Komposition von eigenen Musikstücken und wurde eine gefragte Sessionmusikerin im Großraum Los Angeles. Als sie ihren ersten Plattenvertrag bei Atlantic im Jahre 1997 unterschrieb, hatte sie schon zusammen mit den Los Angeles Philharmonic, Josh Groban, Porno for Pyros, Nusrat Fateh Ali Khan, Hootie & the Blowfish, Tom Petty und Robert Plant und Jimmy Page Aufnahmen gemacht. Zusätzlich war sie mit Sting, Herbie Hancock, Brandy, Tony! Toni! Toné!, No Doubt und Praxis aufgetreten. George Clinton nannte sie „den Jimi Hendrix an der Violine“.
2001 hatte sie einen Auftritt als Straßenmusikerin in der Sitcom Dharma & Greg (Folge 5.05, Übernachtung mit Frühstück).
Haydn ist neben Hamid Saeidi (Santur, Gesang), Itai Disraeli (Bass, Gesang) und MB Gordy (Perkussion, Gesang) Mitglied des kalifornischen Quartetts Opium Moon, dessen gleichnamiges Album 2019 mit dem Grammy als bestes New Age Album ausgezeichnet wurde; das Nachfolgealbum Night + Day wurde 2022 für den Grammy Award for Best New Age Album nominiert.
Im Jahr 2022 wurde sie in die Academy of Motion Picture Arts and Sciences (AMPAS) berufen, die alljährlich die Oscars vergibt.

## Diskographie (Auswahl)
- Lili (1997 Atlantic Records)
- Light Blue Sun (mit Bill Laswell, Alice Coltrane, Pharoah Sanders, George Clinton u. a., 2003 BMG Music)
- Goodbye Stranger EP (2007 Nettwerk Music Group)
- Place Between Places (2008 Nettwerk Music Group)
- LiliLand (MRi Entertainment 2014)
- Opium Moon: Opium Moon (Be Why Music, 2018)
- Opium Moon: Night + Day (2021)
- More Love (Lakeshore Records 2021)